# Allianz Parque
Allianz Parque, còn được gọi là Palestra Itália Arena, là một sân vận động đa năng ở São Paulo, Brasil. Sân được xây dựng để tổ chức các buổi hòa nhạc, sự kiện, hội nghị và đặc biệt là các trận đấu bóng đá trên sân nhà của Palmeiras, chủ sở hữu sân vận động. Sân vận động có sức chứa 43.713 khán giả. Vào thời điểm mới khánh thành, đây là một trong những địa điểm đa năng hiện đại nhất của Brasil. Sân vận động này đáp ứng tất cả các tiêu chuẩn của FIFA, giúp sân có thể tổ chức các giải đấu thể thao phù hợp nhất. Công việc xây dựng Allianz Parque được bắt đầu vào năm 2010 dưới sự giám sát của kiến trúc sư người Bồ Đào Nha Tomás Taveira. Sân vận động được xây dựng bởi công ty WTorre Properties/Arenas, thuộc WTorre Group. Sân được xây dựng trên nền đất của Sân vận động Palestra Itália trước đây, còn được gọi là Parque Antártica. Sân được khánh thành vào năm 2014.